# Jens Hagen
Jens Hagen (* 12. März 1944 in Steinhöring; † 11. Juni 2004 in Mechernich) war ein deutscher Journalist, Fotograf, Hörspielautor, Schriftsteller, Dichter, Bildender Künstler und politischer Aktivist mit Lebens- und Arbeitsschwerpunkt in Köln.

## Leben
Jens Hagen wurde als Sohn von Herbert Hagen im oberbayrischen Steinhöring geboren und wuchs in Dinslaken auf; seit 1964 lebte er in Köln. Bereits in Dinslaken hatte er als Jugendlicher seine journalistische Tätigkeit als Lokalreporter begonnen; auch während seines Studiums der Theaterwissenschaft, Philosophie und Germanistik in Köln arbeitete er u. a. für den Kölner Express als Gerichts- und Polizeireporter.
Als Teil der 68er-Bewegung nahm er in seinen Arbeiten engagiert Partei gegen Obrigkeitstreue und Unterdrückung, unter anderem auch in mehreren Aktionen gemeinsam mit Günter Wallraff, die er in Fotos dokumentierte. So verfasste er gemeinsam mit Wallraff eine Reportage über Polizeiübungen im Einsatz bei Demonstrationen in der Ausbildungsstätte in Bork, die in der linken Zeitschrift konkret veröffentlicht wurde.
Gemeinsam mit seiner Lebensgefährtin Dorothee Joachim und anderen gründete er die erste alternative Kölner Stadt-Zeitung ANA&BELA und die Sozialistische Selbsthilfe Köln; außerdem war er an der WDR-Jugendhörfunksendung Panoptikum beteiligt. Daneben schrieb er für Zeitschriften wie konkret, Spontan, Underground und DVZ.
In den 1960ern tauchte Hagen  fotografisch und literarisch in die Musikszene ein, er fotografierte Jimi Hendrix, Frank Zappa  und andere, verfasste Texte für Plattencover und schrieb eine Beatles-Biographie. Daneben dokumentierte er Aktionen der 1968er-Bewegung wie etwa die Besetzung der Kölner Universität. Als Mitautor des Reportagebands Was wollt ihr denn, ihr lebt ja noch (mit Günter Wallraff) etablierte er sich 1973 als Schriftsteller.
Seit 1980 arbeitete Hagen als freier Schriftsteller und Hörspielautor. Neben Gedichtbänden, Satiren und Erzählungen schrieb er rund 20 Hörspiele, die in den ARD-Rundfunkanstalten gesendet wurden. 1990 wurde total real zum Hörspiel des Monats gekürt. Seine Satirensammlung Der Tag, an dem Oma wegen Beleidigung der Nationalmannschaft verhaftet wurde gilt wegen des imposanten Titels als das am zweithäufigsten in Fußballreportagen zitierte literarische Werk (nach Die Angst des Tormanns beim Elfmeter).
Seinen langen Krankenhausaufenthalt im Jahr 2002 dokumentierte der Künstler in Fotografien, die 2007 posthum veröffentlicht wurden.
2004 starb Jens Hagen in Mechernich; er wurde auf dem Kölner Südfriedhof beigesetzt.
Hagens Nachlass wurde 2004 ins Historische Archiv der Stadt Köln übernommen und im Frühjahr 2006 bis Ende des Jahres 2008 durch den Sozialwissenschaftler Hans Burbaum verzeichnet, das Findbuch umfasst 350 Seiten. Fünf Jahre nach dem Einsturz des Stadtarchivs konnte ein großer Teil des Nachlasses aus dem Bestand wieder für die Forschung und die zum 70. Geburtstag durchgeführte Veranstaltungsreihe Nie ankommen im Jahr 2014 zugänglich gemacht werden. Zu den Veranstaltungen zählten eine Ausstellung in der Stadtbibliothek Köln sowie ein „performatives Livehörspiel“ auf Basis von Jens Hagens Köln Poem im öffentlichen Raum.

## Ausstellungen (Auswahl)
- SK Stiftung Kultur im MediaPark Köln, 2000 (14. Internationale Photoszene Köln)
- Galerie Pentagramm im KULT 41, Bonn, 2001
- Kunstverein Frechen, 2001
- Historisches Archiv der Stadt Köln, 2005 (posthum)
- fotopension, Köln 2008 (posthum)
- photokina, Köln, 2008 (posthum)
- Am Rand der Wörter, Stadtbibliothek Köln, 8. Mai – 7. August 2014 (posthum)[11]

## Auszeichnungen
- Literatur-Förderpreis des Landes NRW, 1977
- Förderstipendium der Stadt Köln für Literatur, 1980
- Hörspiel des Monats (für Total real), 1990

## Publikationen

### Erzählungen, Geschichten, Reportagen
- Wege zum Nachbarn, Frankfurt/Main 1971
- Der geile Staatsanwalt, Frankfurt/Main 1971
- Der Tag, an dem Oma wegen Beleidigung der Nationalmannschaft verhaftet wurde. City-Stories und Unterwegsgeschichten, mit Zeichnungen von Dorothee Joachim (1980) ISBN 3-88521-003-7
- Was wollt ihr denn, ihr lebt ja noch. Chronik einer Industrieansiedlung, gem. mit Günter Wallraff (1974) ISBN 3-453-43066-2
- Was für ein Tag zum Träumen, Sinnliche Geschichten; Rowohlt, Reinbek 1988 (unter dem Pseudonym Jean Lotter); ISBN 3-499-12419-X

### Hörspiele
- Verkauft wie Cornflakes. Hörbilder vom Markt der Rebellion; WDR 1971; 59 Min.[3]
- Das Kraftwerk oder „Was wollt ihr denn, ihr lebt ja noch“; Originalton; mit Günter Wallraff; WDR/NDR/RIAS 1973; 80 Min.
- Good bye, GI – Ein Song für Frank; mit Gerd Wollschon; HR/WDR; 1975 Min.
- Villon, ein rauher Knecht, der auch zu dichten sich erfrecht; HR 1976; 85 Min.[3]
- Schöne Träume oder Alles gute kommt von unten; Science Fiction; HR 1977; 47 Min.
- Fernfahrer; mit Christian Gebert; HR 1979; ca. 20 Min.
- Schachmatt; Science Fiction; WDR 1981; 17 Min.
- Brunx; Krimi; WDR 1983; 52 Min.
- Siebenrübens neuer Fall; Krimi; WDR 1984; 45 Min; Regie: Dieter Carls.
- Tarzan wird nass;mit Gerd Wollschon; SWF 1984; 65 Min.
- Bist eine ehrliche Haut. Schade; Krimi; SDR 1986; 24 Min.
- Doch die Hoffnung; WDR 1986; 25 Min.
- Karin oder Die Gefahren der Großstadt; RB 1986; 12 Min.
- Wegelagerer; Krimi; WDR 1987; 55 Min.
- Die Belohnung; Krimi; mit Elmar Nettekoven, Volker Thieme, Edelgard Hansen; WDR 1990; 54 Min. ISBN 3-442-70070-1 (1996)
- Total real; Science Fiction; RB 1990; 32 Min.
- Hände weg von meinem Grab; Krimi; SDR 1992; 34 Min.
- Rechnung mit Brunx; Krimi; WDR 1993; 54 Min.
- Kein Absprung ohne Anlauf; Krimi; NDR 1994; 32 Min.
- Der Libero; Krimi; mit Jochen Kolenda, Reinhart Firchow, Paul Faßnacht, Achim Sonderhoff; WDR 1995; 55 Min.; ISBN 3-442-70081-7 (1999)
- Kein Brunx für Meier Zwo; Krimi; mit Michael Mendl, Harald Dietl, Frank Hübner; WDR 1996; 55 Min.; ISBN 3-442-70090-6 (1999)
- Das 52. Wochenende; Krimi; mit Uwe Erichsen;BR 1997; 48 Min.

Quelle für Hörspielliste, soweit nichts anderes angegeben:

### Fotografien
- Mach mal bitte platz, wir müssen hier stürmen. Als der Beat nach Deutschland kam. M7 Verlag, Köln 2000. ISBN 3-934511-15-5
- Ohio-Magazin No. 15, 2007 (Fotografien von 2002)

### Gedichte
- Manchmal da packt's dich einfach, Literarischer Verlag Braun, Bergisch Gladbach, 1980; ISBN 978-3885210139
- Kürbiskern-Zeit-Gedichte; Damnitz-Verlag, Neuss und München 1984, ISBN 3-88501-039-9
- Haiku-Kriminale, 1997, ISBN 3-93013757-7
- Haiku. Am Rand der Wörter.  edition fundamental, Köln 2000
- Haiku 2. Die Satzinsel. edition fundamental, Köln 2002
- Haiku 3. Punkt Punkt Komma Strich. edition fundamental, Köln 2005 (posthum)
- Nie ankommen – Köln Poem. Sprungturm Verlag, Köln 2014, ISBN 978-3981506181 (posthum)[13]